# Cels (nom)
Celso és un nom propi masculí d'origen llatí en la seva variant en català. El seu significat és "sublim, elevat, excels".

## Santoral
6 d'abril: Sant Cels.
28 de juliol: Sant Cels.

## Variants
- Femení: Celsa.

### Variants en altres idiomes
| Variants en altres llengües | Variants en altres llengües |
| --------------------------- | --------------------------- |
| Español                     | Celso                       |
| Alemany                     | Celsus                      |
| Català                      | Cels                        |
| Txec                        | Celsus                      |
| Basc                        | Keltse                      |
| Finlandès                   | Celsus                      |
| Francès                     | Celse                       |
| Gallego                     | Celso                       |
| Grec                        | Κέλσος (Kélsos)             |
| Holandès                    | Celsus                      |
| Hongarès                    | Celsus                      |
| Anglès                      | Celsus                      |
| Italià                      | Celso                       |
| Llatí                       | Celsus                      |
| Occità                      | Cèls                        |
| Portuguès                   | Celso                       |
| Rus                         | Цельс (Cel's)               |
| Serbi                       | Целс (Cels)                 |
| Suec                        | Celsus                      |